# Cercle du dimanche
Le Cercle du dimanche (en hongrois : Vasárnapi Kör, en allemand : Sonntagskreis), est un groupe de discussion hongrois, qui se réunit à Budapest entre 1915 et 1918. Le principal objectif du groupe est d'étudier la relation entre les idées et leur contexte social et historique, une ligne de pensée qui se retrouve ultérieurement dans les concepts d'histoire sociale de l'art et de la sociologie de la connaissance.

## Histoire
Le Cercle du dimanche est fondé à l'automne 1915 par Béla Balázs, Lajos Fülep, Arnold Hauser, Georg Lukács, et Karl Mannheim. Dès le mois de décembre, Béla Balázs souligne le succès du groupe dans son journal. Frederick Antal (en), Béla Fogarasi, Tibor Gergely (en), Edith Gyömrői, Edit Hajós (en), György Káldor, Juliska Láng, Anna Lesznai, Erno Lörsi, Michael Polanyi, László Radványi, Emma Ritoók (en), Anna Schlamadinger, Ervin Sinkó, Vilmos Szilasi, Charles de Tolnay et Johannes Wilde. Les nouveaux membres devaient être cooptés, à l'unanimité. Le cercle se réunissait le dimanche après-midi chez Béla Balázs.

## L'École libre des études humanistes
Au printemps 1917, plusieurs membres du groupe fondent l'école libre des études humanistes Szellemi Tudományok Szabad Iskolájána, qui fonctionne durant deux semestres, en 1917 et 1918, et organise dans les locaux d'une école de Budapest des conférences, présentées par Béla Bartók, Zoltán Kodály ou encore Ervin Szabó.